# Hebe de Bonafini
Hebe de Bonafini   (Ensenada, 4 de desembre de 1928 - La Plata, 20 de novembre de 2022), de nom complet Hebe Pastor de Bonafini, va ser una activista argentina, cofundadora de l'Asociación Madres de Plaza de Mayo, una organització de mares de persones detingudes i desaparegudes durant la dictadura militar que es va instaurar a l'Argentina entre 1976 i 1983, i membre de la Fundació de la qual depenen un institut universitari nacional, un diari, una ràdio, una casa de la cultura, una llibreria i administra un centre cultural on abans es trobava el centre clandestí de detenció de l'Escola de Mecànica de l'Armada (ESMA).
Quan la històrica dirigent de les Madres va morir als 93 anys, el govern de Cristina Fernández va decretar tres dies de dol nacional.

## Biografia
Hebe de Bonafini era una mestressa de casa que va cursar només l'educació primària. Es va casar el 29 de desembre de 1942 amb Humberto Alfredo Bonafini amb qui va tenir tres fills: Jorge Omar, Raúl Alfredo i María Alejandra.
El 8 de febrer de 1977, el seu fill gran, Jorge Omar, va ser segrestat i desaparegut a La Plata, i el 6 de desembre va passar el mateix amb el seu altre fill, Raúl Alfredo, a Berazategui. El 25 de maig de 1978 desapareixeria també la seva nora, María Elena Bugnone Cepeda, esposa de Jorge.
Hebe de Bonafini va ser presidenta de l'Asociación Madres de Plaza de Mayo des de 1979, on va destacar per la lluita contra la impunitat dels culpables de delictes contra la humanitat, així com per reivindicar la vida dels desapareguts rendint homenatge als seus actes i no només a la seva desaparició. El seu marit, Humberto Bonafini, va morir el setembre de 1982.
L'11 de desembre de 1987, el músic anglès Sting va convidar les Madres a pujar a l'escenari de l'Estadi Monumental Antonio Vespucio Liberti durant la cançó «They dance alone», inspirada en la lluita contra la dictadura xilena d'Augusto Pinochet. La reivindicació amb Sting es va repetir durant el tancament de la gira «Derechos Humanos Ya!», els dies 15 i 16 d'octubre de 1988 a Mendoza i Buenos Aires, una campanya organitzada per Amnistia Internacional.
El 1991 Bonafini, en una emissió de programa El perro verde que conduïa el periodista Jesús Quintero, va titllar el llavors president Carlos Menem de «brossa», per la qual cosa el mandatari va iniciar una causa judicial per «desacatament». Després, de ser derogada, la querella va transformar-se en «injúries». El 1998, la Cambra d'Apel·lacions va considerar que la causa havia prescrit i que l'expresident havia de pagar les costes processals que ascendien a 4500 pesos. L'expedient va ser elevat per Menem a la Cort Suprema el 1999.
El 1996, Hebe de Bonafini va ser ferida al cap per la policia en una manifestació universitària en rebuig de la reforma de l'estatut de la Universitat Nacional de la Plata i de la Llei d'Educació Superior. Ella va resultar ferida i el seu mocador blanc tenyit de roig: «La sang del mocador és l'amenaça més forta d'aquest govern per dir que parem [. . . ] No ens aturaran! Ni un pas enrere, carajo!». El 1998, quan U2 va visitar l'Argentina, els membres del grup van visitar les Madres i les van convidar a pujar a l'escenari. Allà, Hebe va regalar el seu mocador blanc a Bono.
En diverses ocasions, Hebe de Bonafini i les seves persones més pròximes van patir atacs, insults, amenaces de mort i tortures. El 2001, dues persones van entrar al seu domicili i van torturar la seva filla Alejandra, que va ser colpejada i cremada amb cigarretes.
Bonafini ha estat convidada com a conferenciant arreu del món: en un campament del Moviment dels Treballadors Rurals Sense Terra al Mato Grosso, a Chiapas invitada pel Subcomandant Marcos, a la Universitat de Califòrnia en rebre el títol de Doctor honoris causa, a l'Havana en un Primer de Maig, a Astúries convidada pel Grup de Suport del País Basc, a Caracas a les Segones Jornades de Salut, a Puerto Rico a l'assemblea del Col·legi d'Advocats, a Milà, Brescia, Verona, Torí, Rivoli, Riccione i a Mòdena convidada pel Comitè de Solidaritat Internacionalista Arco Iris, a París quan les Madres van rebre el Premi UNESCO d'Educació per a la Pau, i a Belgrad per a participar del rebuig a la Guerra de l'OTAN a Kosovo.
Des de 2004, va difondre el seu pensament en programes de ràdio, com La Voz de las Madres o rTansformaciones del Pañuelo Blanco (des de 2007). Des de 2008, les Madres de Plaza de Mayo administren el Centre Cultural Nuestros Hijos a l'antic camp de concentració ESMA a Buenos Aires. El 2009, va començar a fer classes de cuina i política en aquest centre. Des d'abril de 2018 condueix el programa Hebe en Caput a Radio Caput.

## Asociación Madres de Plaza de Mayo
Durant els primers anys de la dictadura, els familiars de les víctimes reunits a l'Asociación Madres de Plaza de Mayo van enviar cartes a les autoritats i van presentar l'habeas corpus. El moviment es va concentrar per primera vegada el 30 d’abril de 1977 a la plaça de Mayo de Buenos Aires, davant la seu de la presidència del país. Hi van participar catorze dones i, d'aquell dia ençà, les mares s'han concentrat cada dijous a la plaça.
Aquestes accions van ser desplegades enmig de la indiferència o hostilitat d'altres sectors socials. Entre 1978 i 1981, van començar a rebre el suport de diversos organismes internacionals i aquesta solidaritat va contribuir al fet que, anys més tard, algunes de les seves demandes fossin incorporades pels partits polítics i els moviments socials. D'ençà de la caiguda de la dictadura argentina, el 1983, les Madres van ampliar la seva lluita més enllà de la recerca dels desapareguts, i es manifestaren contra la pobresa i la injustícia al món.
Diverses membres van admetre la possibilitat que els desapareguts haguessin estat assassinats, les Madres van insistir en la demanda d'«aparició amb vida» i, al principi, no judicialitzaren el seu reclam.
Les Madres es van separar en dues agrupacions el 1986: Asociación Madres de Plaza de Mayo i Madres de Plaza de Mayo Línea Fundadora. Bonafini va continuar presidint la primera. L'Asociación Madres de Plaza de Mayo és l'agrupació majoritària, amb Madres de tot el país, i la seva lluita no es va centrar només en la persecució judicial dels repressors de la dictadura, sinó en iniciatives socials diverses com el Periódico de las Madres, Somos Radio AM 530, els plans de construcció de cooperatives d'habitatge social, llars d'infants i l'Instituto Universitario Nacional de Derechos Humanos Madres de Plaza de Mayo, entre d'altres.
El 2001, la Librería de las Madres va ser saquejada, atac que van atribuir a la complicitat institucional ja que es troba pròxima al Departament Central de Policia i al costat d'un local custodiat 24 hores al dia.

## Ideologia

### Els drets humans són política
En el discurs pels 30 anys de les Madres de Plaza de Mayo, l'1 de maig de 2006, Hebe de Bonafini va dirigir un discurs sobre la seva posició com a mare de desapareguts:
| « | Rebels, boges, prepotents; ens parem davant el poder i diem «aquí estem». Posem el cos que és l'únic que tenim per posar […] hi ha molt a fer. Encara hi ha fam, atur i necessitat d'habitatges […] [Altres organitzacions de Drets humans] no entenen això del gaudir. Nosaltres sí, perquè vam vèncer la mort, estimats fills. Vam vèncer el botxí. Això és vida pura, plena d'amor i d'abraçades […] amb aquests fills que ens van néixer després, estem sembrant un nou camí que no deixa de ser revolucionari, construint, marxant al costat dels qui ens necessiten […] Estimats fills. La seva sang no va ser inútil, floreix a cada barri, a cada lloc on homes i dones aixequen el seu puny pel treball digne, per l'habitatge. […] [Remarco] la unitat llatinoamericana, indispensable per arribar al socialisme […] L'imperialisme i la CIA són voraços, no es cansen. […] Pàtria o mort, vencerem! | » |

També ha reconegut que ella sempre va fer política, afirmant que els drets humans són també que la gent treballi, mengi, etc.

### Contra l'imperialisme
Hebe de Bonafini ha pres partit contra la ingerència estatunidenca, donant suport a figures com Che Guevara, Augusto César Sandino, Iàssir Arafat, Fidel Castro, Hugo Chávez i Evo Morales, ha manifestat la seva solidaritat amb els Pobles indígenes d'Amèrica i s'ha manifestat en contra del neoliberalisme i del Fons Monetari Internacional, considerant-la la «corporació del poder».

### Suport als presos polítics
Hebe de Bonafini va manifestar el seu suport a les mares dels presos bascos. El 2000, va publicar una carta oberta al lloc web de les Madres on va expressar que dels més de 650 presos bascos, molts ho estan pel que pensen, escriuen o per «conèixer algú que coneix algú».
L'any 2003, Hebe de Bonafini va mostrar la seva solidaritat amb els tres joves de Torà detinguts i torturats a començaments d'abril per ordre del jutge de l'Audiència Nacional Baltasar Garzón.